# Cantonul Lamentin
Cantonul Lamentin este un canton din arondismentul Basse-Terre, Guadelupa, Franța.